# 钟平
钟平（1907年—1987年11月26日），原名钟荣清，江西省赣州市兴国县崇贤乡贺堂村大源人。中国共产党高级干部，曾任江西省政协副主席。

## 生平
1926年参加革命。1936年12月西安事变后，任赣粤边特委、赣西南特委组织部部长。
1940年调回延安，任中央党校整风学习小组长。中共七大南方代表团江西代表组组长。
抗战胜利后，赴东北，任辽北省第三地委书记兼军分区政委，松江省委组织部副部长、代理部长等职。
1949年任第四野战军南下工作团第一团政治委员、衡阳铁路管理局党委副书记兼政治部主任、三三一厂厂长兼党委书记。